# Az Erie-tó szigetei

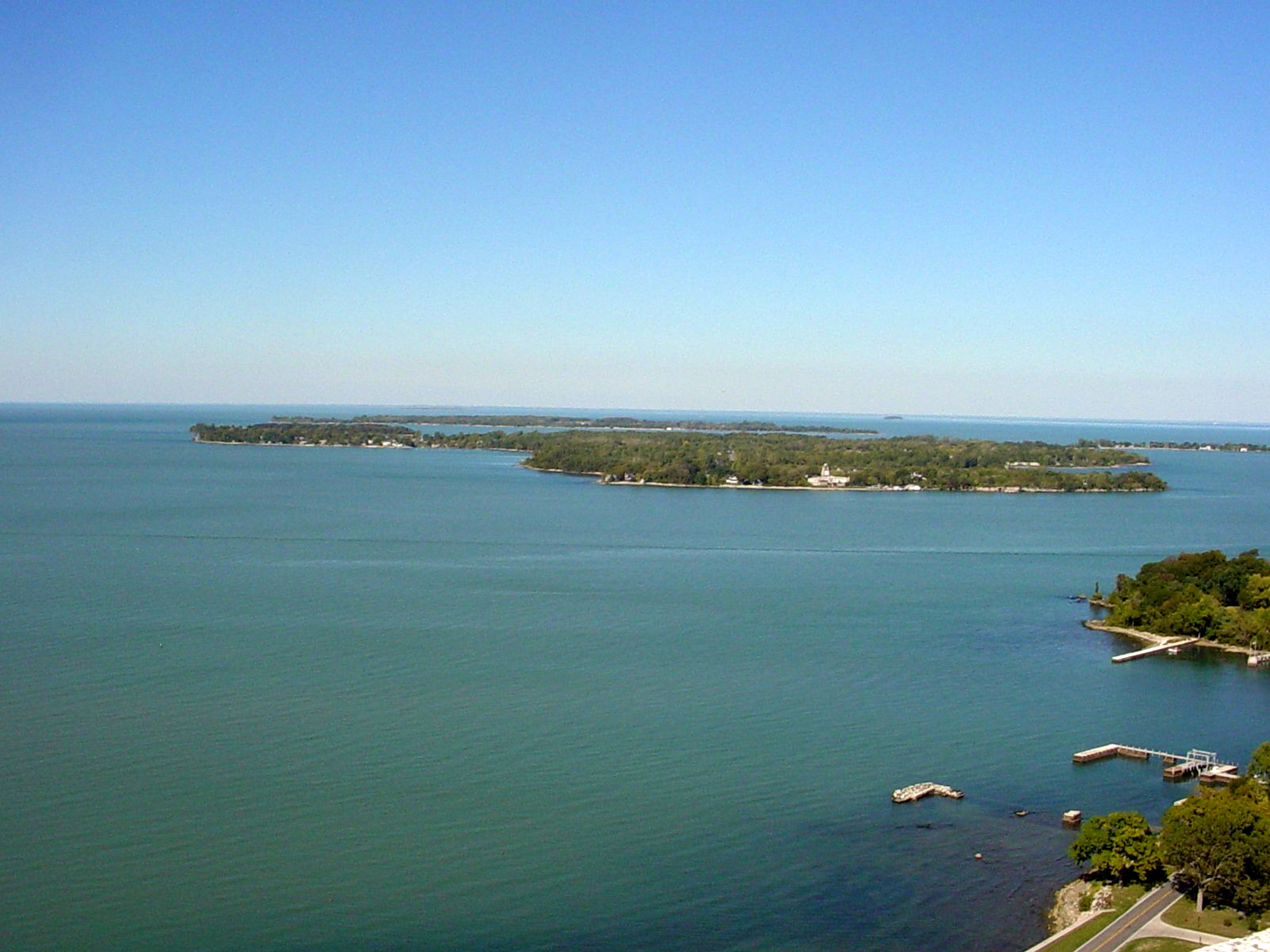
Néhány sziget

Az Erie-tóban szigetek láncolata található, amik közül a három legnagyobb a Kelleys Island, Pelee Island és a Bass Island. A szigetek többsége az Egyesült Államokhoz tartozik, Ohio államhoz. A Pelee Island az egyetlen, ami a kanadai Ontario állam része. A legtöbb sziget elég nagy ahhoz, hogy autószállító komppokkal megközelíthető legyen, és turistaattrakciónak számítson. Még néhány kicsi reptér és magánkikötő is található egynémelyiken.
A szigetek többsége gazdaságilag önálló a turizmus révén. Valaha szőlőtermesztéssel és borászattal foglalkoztak. Kelleys mára már szinte teljesen betelepült erdőkkel, de South Bass szigetén még található néhány szőlőültetvény. Pelee-n a szőlőtermesztés még mindig nagyon népszerű. Kelleys szigetén ezenkívül még mészkőfejtés is van, és néhány hobbifarm.
A legtöbb szigeten egy kis csoportnyi helyi lakos él, akiknek a számát nyaranként meglehetősen felduzzasztja a sok turista. A legtöbben South Bass-t látogatják, mivel ez a leginkább turistabarát sziget.

## A szigetek
Az Erie-tó szigetei méret szerint, zárójelben az állam, ahová tartoznak:
| 1. Pelee Island (Ontario) 2. Kelleys Island (Ohio) 3. South Bass Island (Ohio) 4. Middle Bass Island (Ohio) 5. North Bass Island (Ohio) 6. Johnson's Island (Ohio) 7. Middle Island (Ontario) 8. West Sister Island (Ohio) 9. East Sister Island (Ontario) 10. Rattlesnake Island (Ohio) 11. Turtle Island (Ohio és Michigan) 12. Green Island (Ohio) 13. Sugar Island (Ohio) 14. Ballast Island (Ohio) | 15. Mouse Island (Ohio) 16. Gibraltar Island (Ohio) 17. Indian Island (Michigan) 18. Hen Island, ami körül 3 kisebb sziget található: Big Chicken Island, Chick Island, és Little Chicken Island (Ontario) 19. Middle Sister Island (Ontario) 20. North Harbor Island (Ontario) 21. Ryerson's Island (Ontario) 22. Second Island (Ontario) 23. Starve Island (Ohio) 24. Buckeye Island (Ohio) 25. Lost Ballast Island (Ohio) 26. Snow Island (Ontario) 27. Mohawk Island (Ontario) 28. Gull Island (Ohio) |

## A három legnagyobb sziget

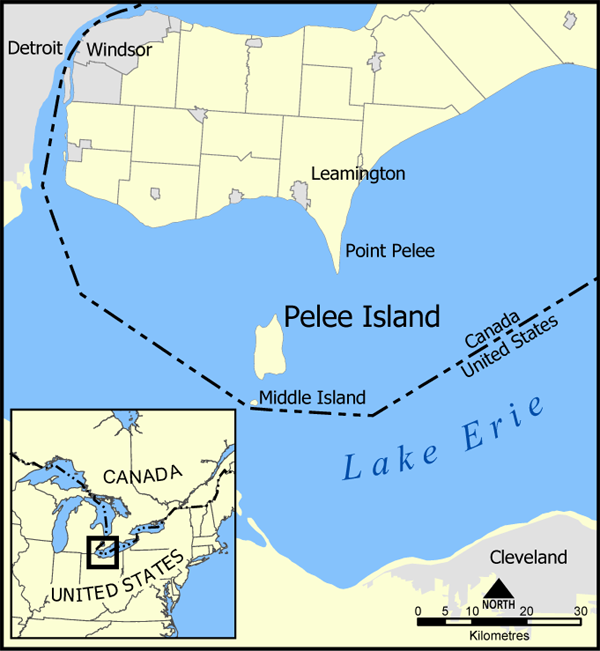
A Pelee Island elhelyezkedése az Erie-tóban

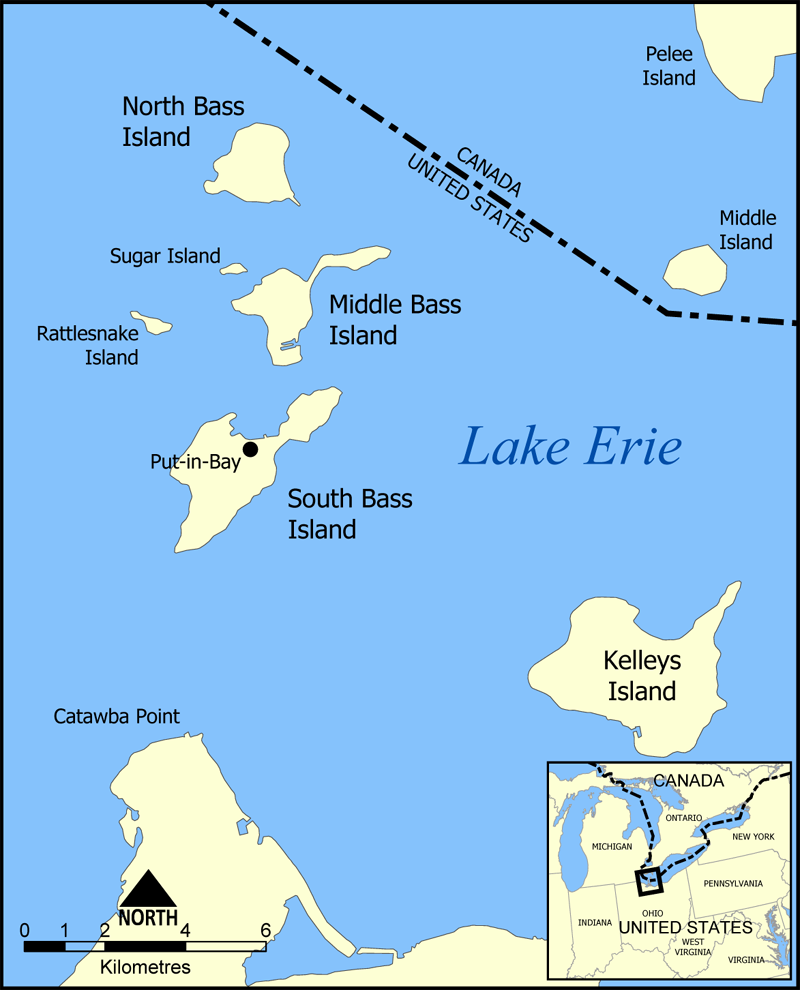
A Bass Islands és a Kellys Island elhelyezkedése az Erie-tóban

### Pelee Island
A Pelee sziget kanadai oldalon fekszik, 42 km²-ével a legnagyobb a tó szigetei között. A sziget Kanada legdélibb lakott pontja. A szomszédos Middle sziget Kanada legdélibb pontja. Pelee Essex megyéhez tartozik, 9 másik szigettel önálló községet alkot, és saját polgármestere van. 256 állandó lakosa van, de nyáron jelentős számban látogatják a turisták. Hétvégenként nem ritka, hogy 3000 ember tartózkodik a szigeten. Déli helyzeténél, és a tó időjárási hatásai miatt a szigetnek szelíd a klímája, ezért korábban szőlőt is tudtak itt termeszteni 1860-tól a 20. század elejéig, majd a szőlészkedés az 1980-as években újraindult. A sziget az Ohio felől a Point Pelee felé szálló költözőmadarak útvonalában fekszik. Pelee-t két komppal lehet megközelíteni.

### Bass Islands
A Bass Islands 3 sziget az Erie-tó nyugati felén, az amerikai oldalon. Sanduskytól északra és a Pelee szigettől délre találhatóak. A három sziget közül a South Bass Island a legnagyobb, ezt követi a North Bass Island, majd a Middle Bass Island. Ohio állam Ottawa megyéjéhez tartoznak. Régebben a Middle Bass-t Ile de Fleurs-ként is ismerték, a North Bass-t pedig Isle St. George-nak hívták. A legkeskenyebb helyen mérve a Middle Bass Island 0,8 km-re északra található a South Bass Islandtől, a North Bass Islandtől pedig 1,6 km-re.
A South Bass Islanden található falu, Put-in-Bay nyaranként népszerű turistacélpont. Szintén ezen a szigeten található egy az Erie-tavi csata emlékére emelt emlékmű, a Perry's Victory and International Peace Memorial.

## Fordítás
- Ez a szócikk részben vagy egészben  a   Lake Erie Islands című angol Wikipédia-szócikk ezen változatának fordításán alapul.  Az eredeti cikk szerkesztőit annak laptörténete sorolja fel. Ez a jelzés csupán a megfogalmazás eredetét és a szerzői jogokat jelzi, nem szolgál a cikkben szereplő információk forrásmegjelöléseként.
- Ez a szócikk részben vagy egészben  a   Pelee, Ontario című angol Wikipédia-szócikk ezen változatának fordításán alapul.  Az eredeti cikk szerkesztőit annak laptörténete sorolja fel. Ez a jelzés csupán a megfogalmazás eredetét és a szerzői jogokat jelzi, nem szolgál a cikkben szereplő információk forrásmegjelöléseként.
- Ez a szócikk részben vagy egészben  a   Bass Islands című angol Wikipédia-szócikk ezen változatának fordításán alapul.  Az eredeti cikk szerkesztőit annak laptörténete sorolja fel. Ez a jelzés csupán a megfogalmazás eredetét és a szerzői jogokat jelzi, nem szolgál a cikkben szereplő információk forrásmegjelöléseként.